# Naomi Tani
Naomi Tani (谷ナオミ, Tani Naomi) est une actrice japonaise surtout connue pour ses interprétations, au cours des années 1970, dans les films roman porno de Nikkatsu comportant des scènes sadomasochistes.

## Biographie et carrière

### Débuts
Naomi Tani est née le 20 octobre 1948 dans l'arrondissement culturel Hakata-ku de Fukuoka. Tani déménage à Tokyo à l'âge de 18 ans. Peu après son arrivée dans la capitale, elle est photographiée pour la revue Weekly Taishu / Popular Weekly (週刊大衆 - Shukan Taishu). Elle est alors contactée pour interpréter des rôles dans des films roses (pinku eiga), à petit budget, qui dominaient le cinéma familial japonais à cette époque. Elle débute avec le film intitulé Special (1967) sous le nom d'emprunt de Naomi Tani, Tani du nom du romancier Jun'ichirō Tanizaki et Naomi de celui du personnage central du célèbre roman A Fool's Love écrit par cet auteur à ses débuts. Tani ou Vallée est aussi un mot d'argot japonais désignant l'espace entre les deux seins. L'actrice avait probablement en tête un certain nombre de calembours lorsqu'elle a appelé Ohtani (Gros Seins ou encore Grande Vallée) le restaurant qu'elle a ouvert quelques années après.
Tani interprète ses premiers films pour le compte de petites sociétés qui réalisaient leurs films roses indépendamment des grands studios organisés des années 1970. Au cours des années précédant le début de sa carrière chez Nikkatsu, elle est l'actrice de comédies, de drames et de films d'action mais ce sont ses rôles sadomasochistes qui feront d'elle une étoile. Son premier film s'intitule Special (スペシャル, Supesharu) réalisé par Koji Seki, prolifique réalisateur de films roses, pour les studios Shin Nihon Eigasha. Tani y tient le rôle de maitresse d'un trafiquant du marché noir qui essaie de tromper son monde dans un onsen. Le couple est contraint d'arrêter ses activités par les villageois. Experiments on the Human Body (Zanki: Seitaijikken 1967) est un film dramatique dans lequel Tani est infirmière en Chine où les médecins japonais font des expériences sur leurs prisonniers de guerre chinois.
Tani fait sa première expérience de film sadomasochiste avec une apparition dans un épisode de Memoirs Of A Modern Female Doctor (1967), un film aux nombreuses péripéties, mais elle devra attendre Female Bodies in a Brutal Scenario (1967), un film du réalisateur Masanao Sakao pour obtenir son premier rôle principal à part entière. Elle interprète une prostituée qui tente régulièrement de s'échapper. Rattrapée et capturée, son yakuza la soumet à toutes sortes de tortures. Tani interprètera d'autre rôles similaires pour Sakao comme, par exemple, dans le film Virgins With Bad Reputations (1967). Au cours de la même année, Tani tient un rôle peu important dans le film du réalisateur Mamoru Watanabe, Slave Widow, dont les actrices principales sont les réputées Noriko Tatsumi and Mari lwai. impressionné par les capacités de Tani, Watanabe lui confie le rôle principal de son film suivant, Bed of Violent Desires (1967), typique des films roses impliquant sexe et angoisse et produits par les studios Koei au cours des années qui ont précédé la main mise de Nikkatsu sur le genre dans les années 1970. Tani est une fille qui cherche à commettre un meurtre sur sa mère et l'amant de celle-ci pour venger l'assassinat du père dans le but de s'approprier sa fortune.
Durant les premières années de sa carrière, Tani travaille à plusieurs reprises pour les studios indépendants du producteur et réalisateur de film rose Koji Wakamatsu. Elle offre ses services au prolifique réalisateur Shinya Yamamoto avec lequel elle interprètera des films tels que Degenerate (1967), Memoirs Of Modern Love: Curious Age (1967) et Season For Rapists (1969). C'est au cours de cette période qu'elle se lie d'amitié avec l'auteur d'œuvres sadomasochistes, Oniroku Dan, avec lequel elle travaillera durant toute sa carrière cinématographique. Dan écrit des scénarios sadomasochistes sous le pseudonyme de Matsugoro Kuroiwa tout en enseignant la langue anglaise aux classes du secondaire. Le visage agréable de Tani, sa magnifique carnation blonde, son généreux tour de poitrine de 96 cm alliés à ses capacités d'actrice ont fait d'elle une égérie à la fin des années 1960. Elle aurait été l'interprète plus de 200 films avant de travailler pour Nikkatsu qui l'a mieux fait connaître du grand public. Quoi qu'il en soit, arrivée à ce point de sa carrière, Tani s'est déjà fait un renom comme « Reine du film rose » en travaillant pour des studios indépendants. Ses photographies illustrant l'article "Girls of the Orient" publié dans les pages du Playboy américain de décembre 1968 sont le témoignage de la place prépondérante qu'elle a acquise au sein du cinéma érotique.
En 1992 elle réalise deux films d'après des récits d'Oniroku Dan: Sex Killer et Starved Sex Beast. Commentant ses propres réalisations, Tani note « J'ai appuyé sur certaines scènes par une quantité de tortures et de bondages, ».

### Nikkatsu
Tout au long des années 1960, les films roses, d'une pornographie « gentillette », sont produits par de petits studios indépendants. En 1971, Nikkatsu, les plus anciens studios du Japon, pénètre le marché du film rose avec la série de ses romans pornos qui sont de qualité et doté d'un budget important.
Mis à part sa présence dans le tout premier film rose de Nikkatsu, Tokyo Bathhouse (Onna Ukiyo Buro) paru en 1968, qui présentait sur scène plus de 30 grandes actrices du film pornographique,, le premier Roman Porno que Tani interprétait pour Nikkatsu lui donnait un petit rôle d'infirmière au sein du film Sensuous Beasts (1972). Contrairement aux interprétations majeures dont elle était coutumière pour des studios de moindre importance, elle tient ici un rôle secondaire. Préférant être une vedette dans des films au budget restreint plutôt que de tenir des rôles secondaires dans les Roman Porno elle quitte les studios Nikkatsu,.
Même lorsque Nikkatsu lui demande de travailler pour lui en promettant à Tani des rôles de premier plan, Tani refuse et refusera des années durant du fait que Nikkatsu était récalcitrant à l'introduction du sadomasochisme dans ses Roman Porno. Pressentant que le sadomasochisme était son avenir, l'actrice consent à travailler pour Nikkatsu à la seule condition que son premier film ait pour thème le roman d'Oniroku Dan, Fleur secrète. Nikkatsu capitule. Sous la direction du réalisateur Masaru Konuma, ce film de 1974 devient le film culte des studios et donne ses lettres de noblesse au sadomasochisme au sein des Roman Porno et sera une source de revenus pour les studios tout au long des années 1970 et au début des années 1980.
Le film suivant de Tani pour Nikkatsu, Une femme à sacrifier (1974), également réalisé par Konuma, n'est cependant pas, contrairement la plupart des films interprétés par l'actrice, une transposition à l'écran d'un roman d'Oniroku Dan. Il supplante Fleur secrète au hit parade des meilleurs films de Nikkatsu et devient un des cinq films assurant des revenus permanents aux studios. Terumi Azuma, la partenaire de Tani dans Une femme à sacrifier, reviendra à ses côtés en 1975 pour interpréter Cruelty: Black Rose Torture. Le titre introduit le surnom de "Black Rose" qui a été conféré à Tani par Nikkatsu et sera réutilisé pour des productions ultérieures. Les deux actrices seront ensuite à nouveau réunies au sein de plusieurs autres films jusqu'à ce qu'Azema devienne l'interprète de ses propres productions en 1976. En 1977, Konuma réalise In the Realm of Sex, une parodie des Roman Porno. dans lequel Tani est poursuivie par un de ses admirateurs âgé d'une quarantaine d'années et qui désire réaliser une séance de sadomasochisme avec elle. Tani parvient à inverser les rôles ligotant et torturant son admirateur à sa place.
Tani travaille également avec beaucoup d'autres éminents réalisateurs de Roman Porno que Konuma pendant son séjour chez Nikkatsu. Le réalisateur de « films roses violents » Yasuharu Hasebe commente sa prestation de Rape! en ces termes « Je regrette de n'avoir travaillé avec elle qu'une seule fois... une scène très courte dans une serre. La scène était suffisamment longue pour qu'elle soit agressée par le violeur »,.
Tani joue encore dans Fascination: Portrait of a Lady (1977), Rope Hell (1978) et Fairy in a Cage (1977), films de la série Roman Porno réalisés par Koyū Ohara. Elle y interprète le rôle d'une riche femme d'affaires torturée par le chef sadique du bureau militaire japonais des renseignements au cours de la Seconde Guerre mondiale.
Le film Lady Black Rose (1978 du réalisateur Shogoro Nishimura renferme deux scènes célèbres qui sont fréquemment présentées comme des exemples de sadomasochisme des films Roman Porno. Dans l'une, des litres d'eau sont injectés de force dans la bouche de Tani à l'aide d'un entonnoir. On peut suivre la dilatation de son estomac. Tani indique que de telles scènes sont souvent une supercherie bien qu'aucun effet spécial ne soit mis en jeu: « Je devais juste réduire mon ventre en une petite boule puis le dilater, ». L'autre scène montre de l'eau de vie couler à flots dans le vagin de Tani pendant que son corps passe alternativement du blanc pâle au rouge lie de vin. Le film a été tour à tour encensé par la critique puis vilipendé par elle en raison de l'image « de femme-objet absolue » qu'il véhicule.
Le dernier film de Tani, Rope and Skin (1979), également réalisé par Nishimura est, à nouveau, l'adaptation à l'écran d'un roman d'Oniroku Dan avec Junko Miyashita, la « reine du film rose » et amie de Tani aux côtés de cette dernière. S'agissant de la dernière interprétation de l'actrice avant ses adieux définitifs à la scène, Nikkatsu a investi un budget important pour ce film salué par la critique et dont l'action a pour cadre le Japon à l'époque des yakuzas.

### Départ
En 1979, après cinq ans de règne en tant que « Reine Du Sadomasochisme » chez Nikkatsu, Tani décide, de façon aussi soudaine qu'inattendue, de se retirer de la pornographie alors qu'elle avait atteint le sommet de sa popularité. Elle a tenu à donner les raisons qui l'ont poussée à partir « Je n'ai jamais voulu décevoir mes admirateurs en leur montrant un visage peu flatteur. Raison pour laquelle je n'ai jamais voulu faire de « retour ». Personne n'échappe au vieillissement. Je veux rester dans la mémoire du public comme « une éternelle fleur épanouie », ».
L'actrice a célébré son départ en éditant un album de chansons intitulé Modae no Heya. De ce disque récemment ré-édité en CD, un critique disait « Sa voix, mondaine et mature, suggère qu'elle a tout vu... Il y a cependant une fragilité de sa voix, un sens aigu du véritable érotisme, du non vu, du tabou qui enveloppe chaque syllabe...écouter une musique, habituellement associée à un film de Samourais du milieu des années 70, se fondre dans un tel érotisme muet est bien plus une formule gagnante, ».
Tani fait remarquer qu'elle se sent beaucoup plus détendue depuis son départ : « Je n'ai plus à m'inquiéter lorsque je sors au soleil. J'ai soudainement pu apprécier de sortir, de jouer au golf et [de m'étendre] sur la plage, ». Son départ précoce est néanmoins assombri par des difficultés. En 1981, elle est heurtée par une voiture alors qu'elle promène son chien. Elle doit entreprendre une rééducation intensive pendant trois ans. Cette période difficile de sa vie se poursuit, en 1984, par le divorce d'avec son mari, divorce à la suite duquel elle ouvre un restaurant à Kumamoto, le Ohtani qui connaît rapidement un grand succès et qu'elle possède toujours. En 1996, elle ouvre également près d'Hakata, le "Yours Naomi", un magasin de vidéos spécialisé dans le cinéma érotique et, en particulier, dans les films Roman Porno de Nikkatsu. Elle dit à ce sujet : « Beaucoup de jeunes (entre 20 et 30 ans) qui achetaient habituellement une camelote de vidéo pornographique stupide ont préféré acquérir des « Roman porn » après qu'on les leur eut conseillés, ».
À la fin de l'année 1990, le travail de Tani devient une nouvelle source d'intérêt. Wife to be Sacrificed est monté au théâtre aux États-Unis en 1998 et se joue à San Francisco, Los Angeles et New York. En prévision de l'évènement, Tani a une entrevue avec la revue américaine Asian Cult Cinema pour sa parution d'avril 1998. Surprise, Tani déclare : « Je ne pensais pas que les cinéphiles américains s'intéressaient à ma personne ou à mes films. Je pensais que les américains ignoraient mes films en raison des thèmes sadomasochistes et dans la mesure où ces films donnent l'impression d'être injurieux envers les femmes. Les intentions du cinéaste mise à part, - le mérite intellectuel ou artistique - je pensais que les américains envisageaient ces productions comme étant politiquement incorrectes, ».
Cette entrevue avec la presse américaine suscite un regain d'intérêt pour Tani de la part des médias japonais de grande diffusion. À cette époque, Tani écrivait : « Le fait que les gens s'intéressent encore à moi - après plus de 20 ans éloignée des écrans - me remplit de bonheur et me surprend. Cela me gêne également, ». L'actrice s'est finalement laissée persuadée de revenir au cinéma en 2002 pour paraître dans un documentaire d'Hideo Nakata réalisé par Masaru Konuma et intitulé Sadistic and Masochistic (N d T Sadisme et Masochisme).

## Jeu de scène
Très connue et appréciée pour le dévouement remarquable qu'elle apporte à son travail, Tani interprète les scènes sadomasochistes les plus extrêmes sans se plaindre. Tout au long des douze années que dure sa carrière d'actrice, elle n'a jamais bronzé sur une plage en pensant qu'il lui est essentiel de conserver la blancheur d’ivoire de sa peau afin qu'elle prenne une coloration rouge lorsqu'elle est soumise à des coups de fouet ou des brûlures par la cire fondante d'une bougie lors de scènes de torture. En 1998, Tani écrit : « Le corps d'une femme nue ne doit pas être seulement perçu comme un objet sensuel, mais il doit aussi être capable d'exprimer une émotion ; aussi ai-je fait de mon mieux pour conserver au corps de Naomi Tani une condition aussi proche que possible de la perfection, ».
À la question de savoir si elle était sexuellement excitée en tournant un film, elle répond avoir fait passer l'art avant les sentiments et enchaîne en disant que le visage d'une femme prenant son plaisir inciterait plutôt à de la moquerie. À l'inverse, dit-elle « une actrice se doit d'exciter les spectateurs, pas de s'exciter elle-même, ». Elle rajoute « ...pour gagner la compassion du public, j'ai engagé une âpre discussion avec les producteurs concernant les scènes de tortures de Naomi Tani afin de m'assurer qu'elles seraient à la fois cruelles et belles, ». La bonne volonté avec laquelle elle se soumettait à des scènes physiquement très pénibles a conduit le réalisateur Shinya Yamamoto à sa fameuse exclamation « Naomi Tani est un monstre,! ».
La qualité de ses prestations est reconnue par les plus importants studios. Elle est sélectionnée pour le Prix de la Meilleure Actrice par la Japanese Academy pour l'interprétation de deux Roman Porno dont elle est l'actrice : Black Rose Ascending (1975) et Flesh of the Rose (1978). Le réalisateur Masaru Konuma la qualifie ainsi : « Stylée. Qu'importe ce qu'elle faisait - sa façon de se comporter, ses attitudes, son corps -, tout concourait à un film parfait, ».
À propos de sa réalisation Behind the Mask: On Sexual Demons, Sacred Mothers, Transvestites, Gangsters, Drifters, and Other Japanese Cultural Heroes, Ian Buruma décrit Tani comme l'actrice du film pornographique la plus renommée de son temps, « une combinaison de barbarie et de [douceur] maternelle ». Pour expliquer son succès, il rajoute : « [elle] représentait la mère japonaise, sa vaste poitrine serrée dans un kimono de mère de famille. Elle était l'objet idéal du désir refoulé des hommes, telle la patiente mère rouée de coups par ses fils. Elle était la Mère-Déesse ligotée en bondage, la porteuse de croix passive de l'insuffisance masculine ».

## Filmographie (sélective)
Une sélection de ses films les plus importants :
- Special (1967) (début)
- Slave Widow (1967)
- Fleur secrète (1974)
- Une femme à sacrifier (1974)
- Rope and Skin (1979) (Son dernier film)
- Sadistic and Masochistic (2000) (Retour au cinéma pour un documentaire réalisé par Masaru Konuma)

## Revues
- Décembre 1968, Playboy (U.S.) (nudité)[14] ;
- 15 décembre 1975, Heibon Punch (平凡パンチ) (nudité)[59] ;
- 16 novembre 1976, Weekly Playboy (nudité)[60] ;
- 7 novembre 1977, Heibon Punch (平凡パンチ) (nudité)[61] ;
- 17 juillet 1979, Weekly Playboy (nudité)[62] ;
- 22 octobre 2002, Weekly Playboy (nudité)[63] ;
- 15 avril 2003, Weekly Playboy (nudité)[64].

## Sources
- (en) Konuma, Masaru. (1998). Rencontre avec Thomas and Yuko Mihara Weisser le 6 novembre 1998 po. Asian Cult Cinema, no 22, 1er Quart, 1999. p. 19-28;
- (ja) Miura, Jun 永遠のＳＭ女優　谷ナオミ (Naomi Tani : L'éternelle Actrice du Sadomasochisme), 2004, éditeur=コアマガジン (Core Magazine), Tokyo  (ISBN 4877346775);
- (en) « NAOMI TANI », The Complete Index to World Film (consulté le 4 mars 2007);
- « Naomi Tani » (présentation), sur l'Internet Movie Database
- (ja) « Naomi Tani - Showa Karesusuki », infoseek.co.jp (consulté le 3 mars 2007);
- (ja) « 谷ナオミ (Tani Naomi) », JMDB (consulté le 18 février 2007);
- (ja) Saotome, Hiromi ロマンポルノ女優 (Actrices des 'Roman Porno'), chapitre SMの女王* 谷ナオミ ("Une reine du SM: Naomi Tani"), pages=35–43, éditeur=Kawade Shobo Shinsha, Publishers, Tokyo, paru le 10-03-2006  (ISBN 4309481566);
- (en) Tani, Naomi. Rencontre avec Hamamoto, Maki. (1998). "Naomi Tani - An Interview with Nikkatsu's Queen of SM" (Réalisé au mois de janvier 1998 à Kyushu, Japon) po. Asian Cult Cinema no 19, avril 1998. p. 39-48.
- (en) Tani, Naomi. "Introduction" op. Weisser, Thomas & Yuko Mihara Weisser Japanese Cinema Encyclopedia: The Sex Films, 1998, pages 9–12, éditeur: Vital Books : Asian Cult Cinema Publications, Miami  (ISBN 1889288527).
- (ja) « 【東京シネマのぞき見隊】(39): 永遠のSM女王・谷ナオミとその崇拝者 ("Tokyo Cinema Preview Party (39): Eternal SM Queen, Naomi Tani and Her Worshipers") », MovieWalker,‎ 18 mars 2005 (consulté le 1er septembre 2007);
- (fr) « TANI Naomi », http://www.cinemasie.com Cinemasie (consulté le 3 mars 2007);
- (en) Weisser, Thomas & Yuko Mihara Weisser Japanese Cinema Encyclopedia: The Sex Films, 1998, éditeur: Vital Books : Asian Cult Cinema Publications, Miami  (ISBN 1889288527);
- (ja) « 谷ナオミ », Variety (édition japonaise) (consulté le 4 décembre 2008).